# قصعين مقدسي
قصعين مقدسي (الاسم العلمي:Salvia hierosolymitana) هو نوع من النباتات يتبع جنس القصعين من الفصيلة الشفوية.